# Arundel Castle
L’Arundel Castle est un paquebot britannique de l'Union-Castle Line construit dans les chantiers navals Harland & Wolff. Mis en service en 1921, il est, avec son sister-ship le Windsor Castle, l'un des deux seuls paquebots à quatre cheminées à ne pas servir sur la ligne transatlantique. Il sert en effet à destination de l'Afrique du Sud[réf. nécessaire].
En 1937, il subit une importante refonte qui l'allonge de quelques mètres et lui ôte deux cheminées. Il continue à servir jusqu'en 1958, et est démoli à Hong Kong l'année suivante.